# بولگاری

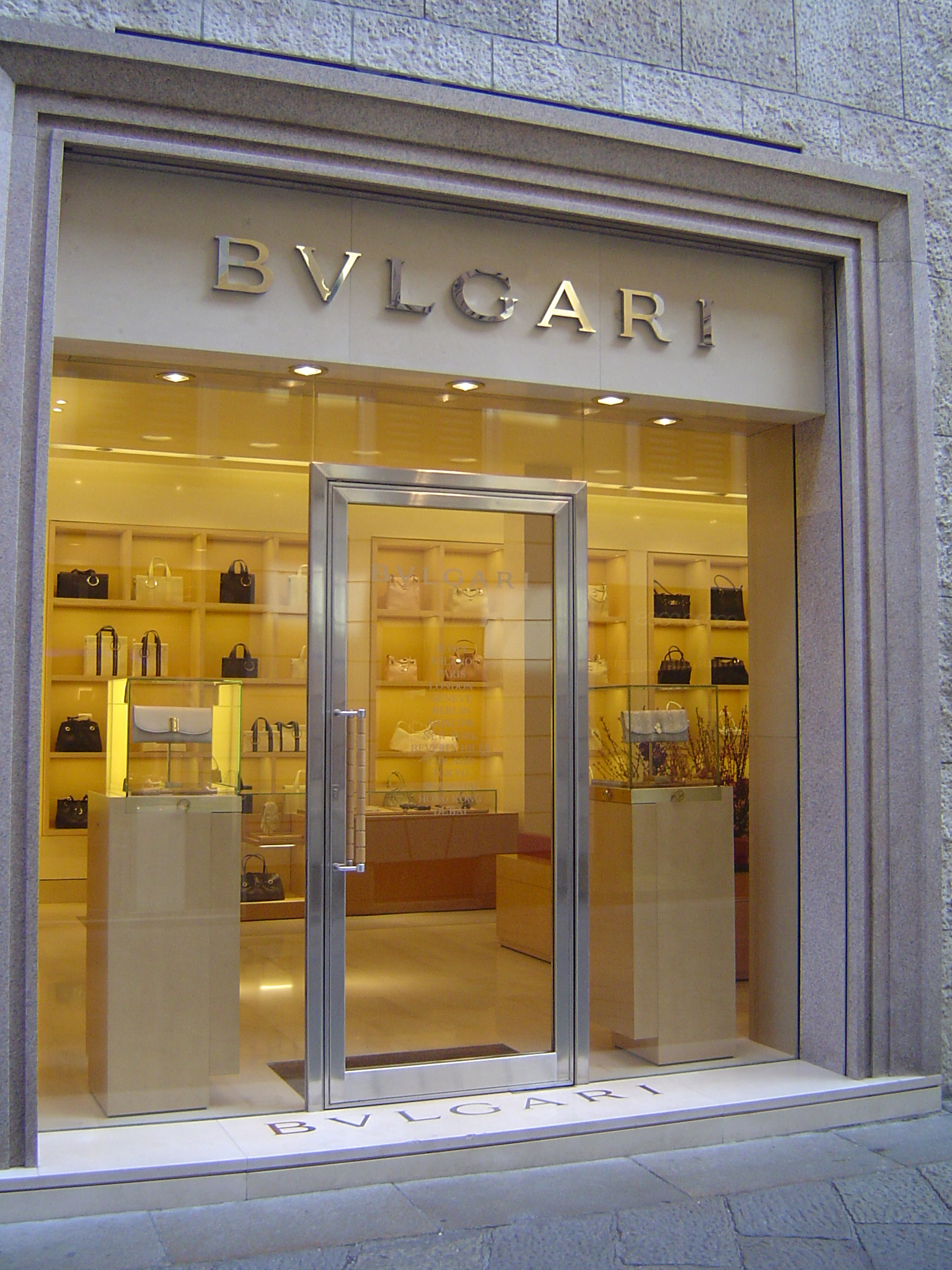
یک شعبه از بولگاری در شهر میلان، ایتالیا

بولگاری (به ایتالیایی: Bulgari) شرکت کالای لوکس ایتالیایی است، که زیرمجموعه‌ای از شرکت ال‌وی‌ام‌اچ محسوب می‌شود.
این مؤسسه ابتدا کار خود را در سال ۱۸۸۴ میلادی، با یک مغازه جواهرفروشی در رم، ایتالیا آغاز کرد. سپس در سایر زمینه‌های دیگر مثل لباس و عطریات خط تولید خود را راه انداخت.
شرکت جواهرسازی بولگاری در کنار شرکت‌های تیفانی، کارتیه و هری وینستون، یکی از گران‌ترین و اشرافی‌ترین خانه‌های جواهر و از معروف‌ترین نام‌ها در بازار جواهر جهان است.